# David A. Stewart
David A. Stewart, all'anagrafe David Allan Stewart, conosciuto anche come Dave Stewart (Sunderland, 9 settembre 1952), è un polistrumentista, cantautore e produttore discografico britannico, ex membro degli Eurythmics.

## Biografia
Stewart comincia la propria carriera musicale nel 1971 nel gruppo folk Longdancer, con il quale ottiene anche un contratto con una casa discografica, ma a causa dello scarso successo il gruppo si scioglie in pochi anni. In seguito fa parte del gruppo rock progressivo Child, fino al 1976, anno in cui conosce Annie Lennox, con la quale intreccia una relazione sentimentale. Stewart e la Lennox vengono prodotti dal musicista Peet Coombes e formano il gruppo The Catch, che in seguito diverrà The Tourists e infine Eurythmics.
Il duo ottiene un notevole successo per tutti gli anni ottanta. Nel 1990, in seguito al tour che promuove l'album We Too Are One (pubblicato l'anno prima), il gruppo si scioglie e i due artisti intraprendono carriere separate. Gli Eurythmics si riuniranno nel 1999 per l'album Peace ed un lungo tour mondiale. Lennox e Stewart lavoreranno nuovamente insieme nel 2005 per la raccolta antologica del gruppo Ultimate Collection.
Dopo lo scioglimento del duo, Stewart pubblica un album con gli Spiritual Cowboys. Nel corso degli anni novanta, David incide altri album da solista, fra cui Greetings from the Gutter del 1994, e una falsa autobiografia, Sly-Fi, del 1999. Inoltre Stewart compone alcune canzoni per le Shakespeare Sisters, duo femminile di cui fa parte la moglie Siobhan Fahey, ex componente delle Bananarama. Nel 2002 compone con Bono il brano American Prayer, che viene utilizzata dallo stesso leader degli U2 per promuovere varie attività benefiche e di cui nel 2008 viene prodotto un videoclip per sostenere la campagna elettorale del senatore Barack Obama.
Nel corso degli anni Stewart ha collezionato numerose prestigiose collaborazioni con Mick Jagger, Gianna Nannini, Bryan Ferry, Ringo Starr, Jon Bon Jovi, Sinéad O'Connor, Aretha Franklin, Geri Halliwell, Tom Petty, Bob Dylan. Inoltre ha prodotto e co-diretto il documentario Deep Blues: A Musical Pilgrimage to the Crossroads insieme al regista Robert Mugge, mentre nel 2000 ha diretto il film Honest, commedia nera con protagoniste le componenti delle All Saints.
Dal 2011 è un componente del supergruppo SuperHeavy.

## Vita privata
Nel 1987 si è sposato con Siobhan Fahey, dalla quale ha avuto due figli, Sam e Django. La coppia ha poi divorziato nel 1996. Nel 2001 si è risposato con la fotografa olandese Anoushka Fisz, che gli ha dato due figlie, Kaya ed India. Dal 2004 si è trasferito a Hollywood per seguire più da vicino la sua carriera di produttore e compositore di colonne sonore.

## Discografia parziale

### Con Dave Stewart and the Spiritual Cowboys
Album in studio
- 1990 - Dave Stewart and the Spiritual Cowboys
- 1991 - Honest

### Solista
Album in studio
- 1994 - Greetings from the Gutter
- 1998 - Sly-Fi
- 2008 - The Dave Stewart Songbook Vol. 1
- 2011 - The Blackbird Diaries
- 2012 - The Ringmaster General